# Piaskowatka (sielsowiet Udział)
Piaskowatka – dawny zaścianek. Tereny, na których leżał, znajdują się obecnie na Białorusi, w obwodzie witebskim, w rejonie głębockim, w sielsowiecie Udział.

## Historia
W czasach zaborów zaścianek w powiecie dzisieńskim, w guberni wileńskiej Imperium Rosyjskiego.
W latach 1921–1945 zaścianek leżał w Polsce, w województwie wileńskim, w powiecie dziśnieńskim, w gminie Wierzchnie, od 1929 roku w gminie Głębokie.
Według Powszechnego Spisu Ludności z 1921 roku zamieszkiwało tu 13 osób, 1 była wyznania rzymskokatolickiego a 12 prawosławnego. Jednocześnie wszyscy mieszkańcy zadeklarowali polską przynależność narodową. Były tu 2 budynki mieszkalne. W 1931 w 2 domach zamieszkiwało 11 osób.
Wierni należeli do parafii rzymskokatolickiej w Konstantynowie i prawosławnej w miejscowości Wierzchnie. Miejscowość podlegała pod Sąd Grodzki w Głębokiem i Okręgowy w Wilnie; właściwy urząd pocztowy mieścił się w Wierzchni.